# Caio Ducênio Próculo
Caio Ducênio Próculo (em latim: Gaius Ducenius Proculus) foi um senador romano nomeado cônsul sufecto para o nundínio de maio a agosto de 87 com Caio Belício Natal Públio Gavídio Tebaniano. Era oriundo de Patávio.